# Metzneria ehikeella
Metzneria ehikeella is een vlinder uit de familie tastermotten (Gelechiidae). De wetenschappelijke naam is voor het eerst geldig gepubliceerd in 1954 door Gozmany.
De soort komt voor in Europa.